# Линнеев ивовый листоед
Линнеев ивовый листоед (лат. Gonioctena linnaeana) — вид жуков-листоедов из подсемейства хризомелин.

## Распространение
Распространён от северной Испании и Норвегии до Сахалина, и на юг до Монголии. Присутствуют на территории Швеции.

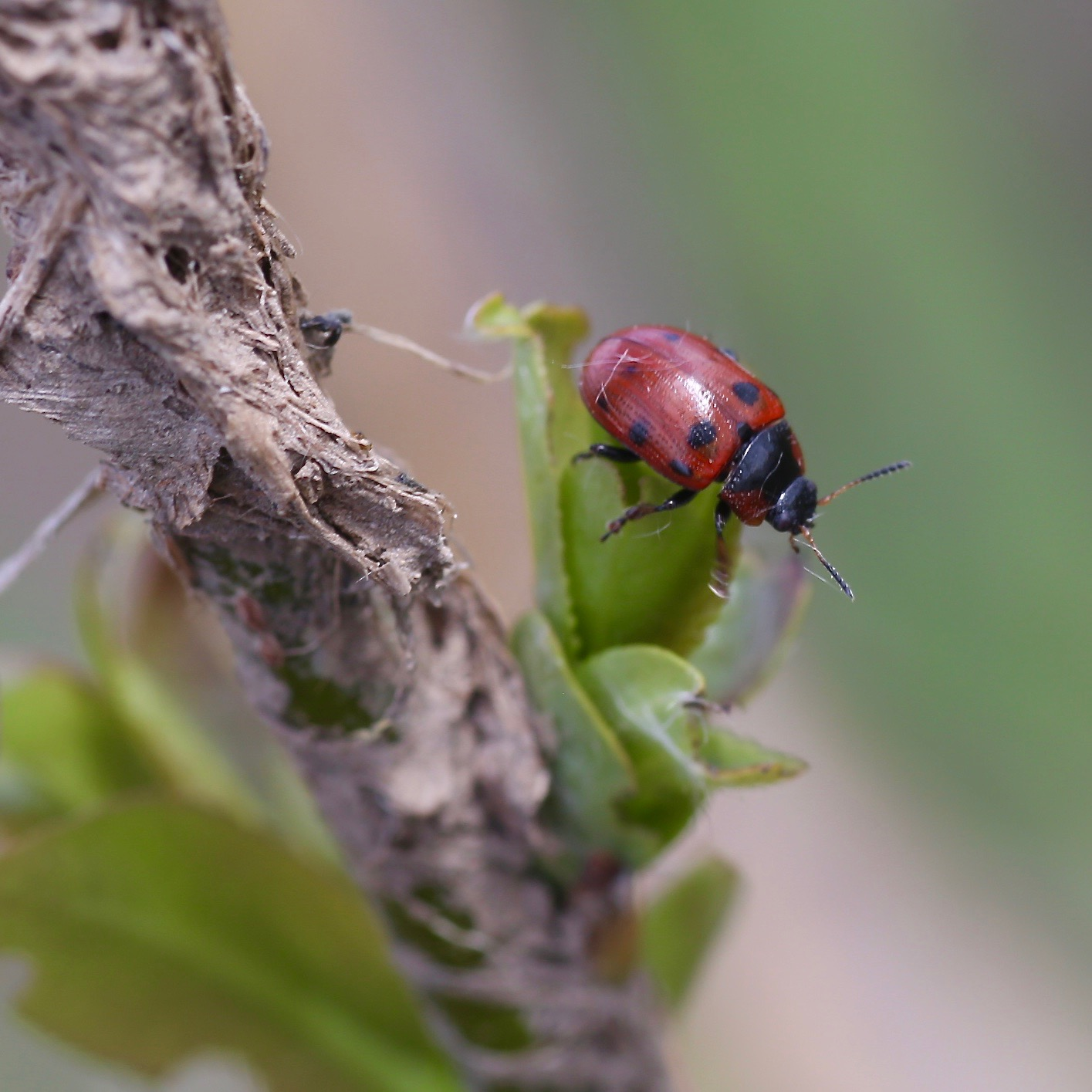
Линнеев ивовый листоед на молодых листьях ивы